# Via algaliada
A via de bitola mista ou via algaliada é uma ferrovia que permite a circulação de trens (comboios) com pelo menos duas bitolas de via diferentes.

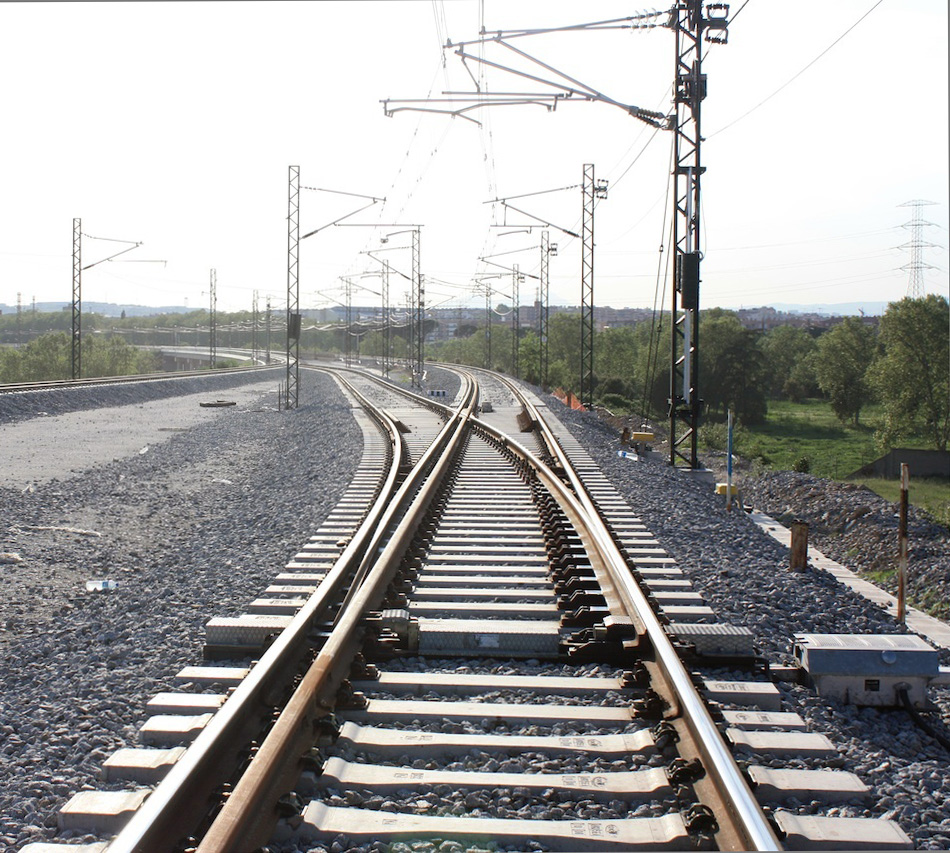
Via de bitola mista com terceiro carril (trilho) no nó de Mollet, em Espanha.

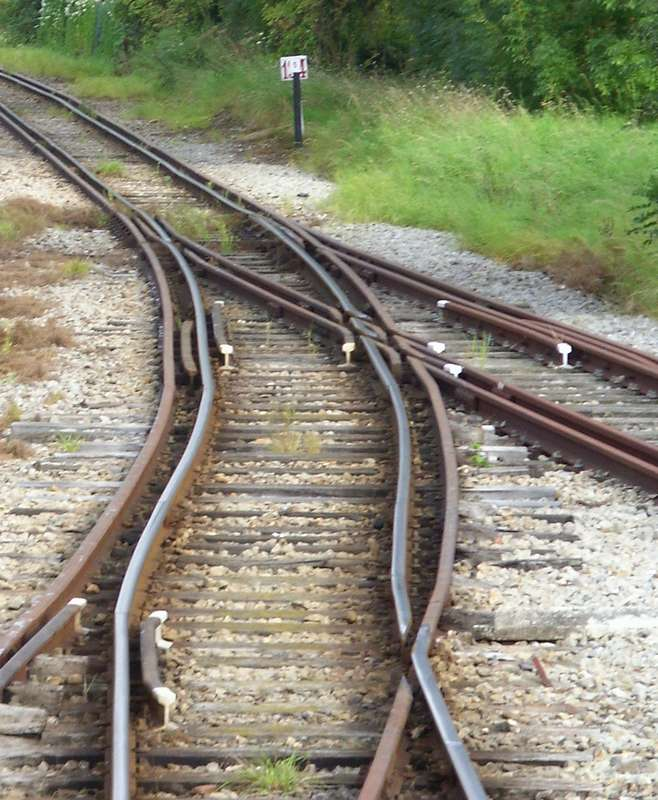
Vía estuchada, com a via de bitola métrica dentro da via de bitola padrão.

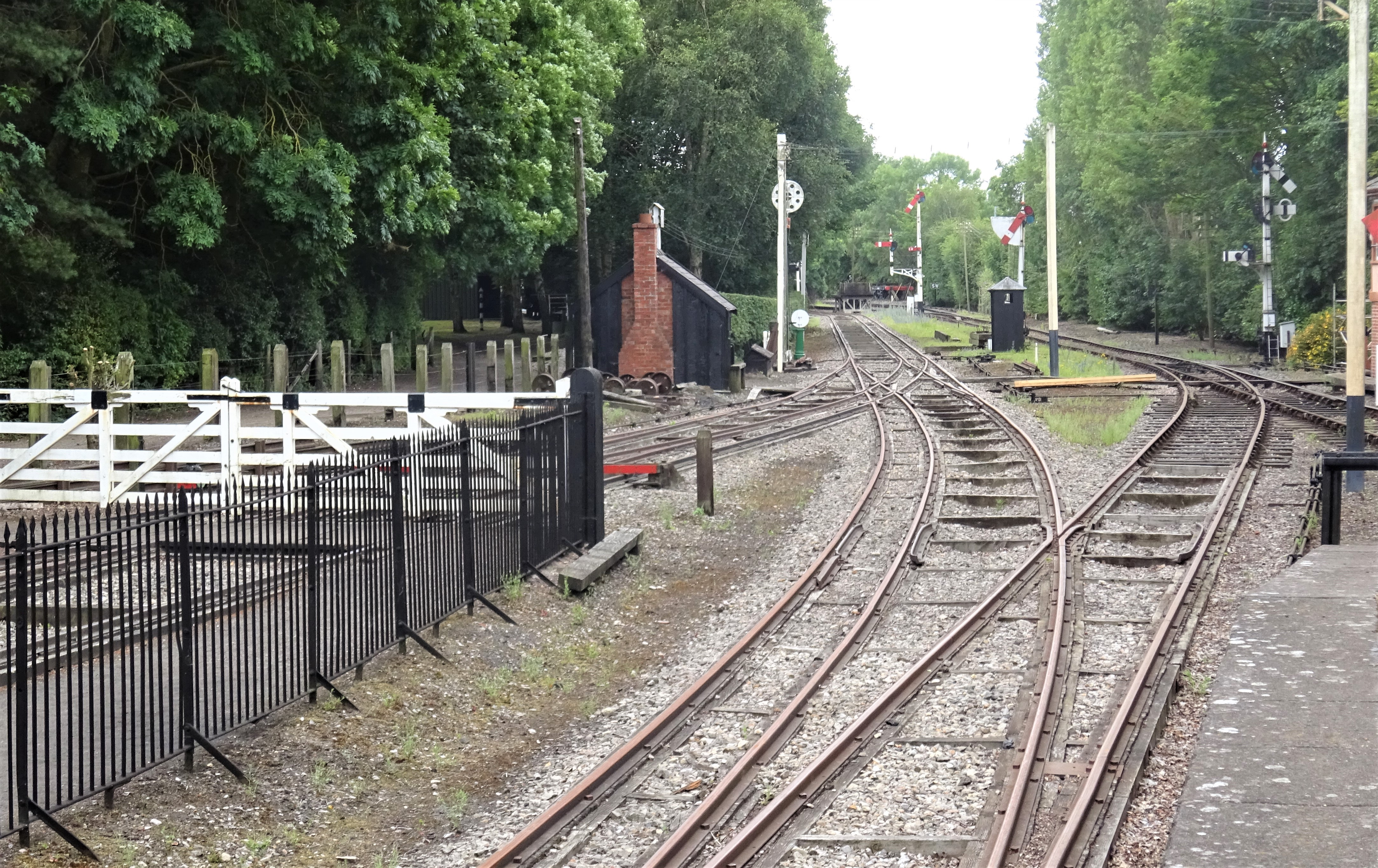
Ao longo de várias décadas, algumas linhas de bitola larga da Great Western Railway, no Reino Unido, tornaram-se vias de bitola mista com a adição da bitola padrão (Centro do Caminho-de-Ferro Didcot de Oxfordshire).

Na engenharia ferroviária, a bitola é a distância transversal entre as superfícies internas das cabeças de dois carris (trilhos), que para a grande maioria das linhas ferroviárias é o número de carris (trilhos) existentes. No entanto, por vezes é necessário que a via suporte veículos ferroviários com rodados combinados com duas bitolas diferentes. Esta via é descrita como de bitola dupla – alcançada pela adição de um terceiro carril (trilho), se couber, ou por dois carris (trilhos) adicionais, caso não caiba. As vias de bitola dupla são de longe a configuração mais comum, mas as vias de bitola tripla também são construídas em algumas situações específicas. O termo via algaliada é comum em português europeu.

## Tipos
Existem basicamente três tipos de vias de bitola mista:
- Via estuchada (ou via interlaçada ou via de guante) (gauntleted track, em inglês): Composta por 4 carris (trilhos), dois de menor bitola no interior e dois de maior bitola no exterior dos anteriores.[1][2][3]
- Via tripla: Quando a diferença de bitola entre as duas bitolas de via é tão pequena que não permite uma configuração de via estuchada, utiliza-se uma configuração de via tripla, em que ambas as bitolas partilham um dos carris (trilhos), existindo um carril (trilho) diferente para cada bitola no outro lado. Não deve ser confundido com o carril (trilho) de alimentação elétrica.[1][2][3]
- Via imbrincada: Existem 4 carris (trilhos), dois para cada bitola, embora ao contrário da via estuchada, não são centrados no mesmo eixo, mas sim alternados, colocando um carril (trilho) da outra bitola entre cada dois da mesma bitola.[1][2][3]

## Implicações técnicas
A adequação de cada um destes métodos depende principalmente da diferença entre as bitolas. Se a diferença for grande, é possível fazer uma via estuchada. Quando a diferença é pequena, não é possível colocar dois carris (trilhos) no seu interior, pois tem de haver espaço suficiente entre os carris (trilhos) para os tira-fundos (parafusos de ancoragem), os grampos e todo o sistema que une o trilho à travessa (dormente), por isso nestes casos tem de se optar pela configuração de via tripla. Quando a diferença é muito pequena, uma configuração de via tripla também não é suficiente, pois não há espaço suficiente para os tira-fundos (parafusos de ancoragem) nos carris (trilhos) não comuns, por isso é necessária a utilização da via imbrincada.

### Via tripla
A via de carril (trilho) triplo evita a necessidade da troca de bitola, mas em compensação tem um custo maior.
São necessárias travessas (dormentes) especiais e dispositivos de via mais complexos, por exemplo: têm de ser instalados contadores de eixos (axle counter, em inglês) e as balizas para o sistema de proteção automática ATP (Automatic Train Protection) têm de ser mais largas. A transmissão de forças da travessa (dormente) para o solo é descentralizada, principalmente nas pontes metálicas, ocorre desgaste desigual do carril (trilho) comum, por isso são necessários trabalhos constantes de manutenção, e a catenária também está descentralizada em relação a uma das bitolas, pelo que a distância de atirantagem é reduzida, o desvio máximo do fio de contato e a extensão máxima diminuem.
Numa via tripla, devido ao modo de mudança de agulha, normalmente, quando apenas se desvia uma bitola, é mais fácil desviar a via mais larga para os carris (trilhos) independentes e a via mais estreita para o carril (trilho) partilhado, embora seja possível fazer o contrário, mas como exige uma maior dificuldade devido aos cruzamentos adicionais, prefere-se utilizar a primeira solução (daí alguns até a considerarem impossível, algo que contraria diversas instalações reais, como as existentes em Espanha, com o carril (trilho) existente no Porto de Barcelona, o túnel de Madrid até ao Aeroporto de Barajas, ou os novos desvios instalados no nó de Castellbisbal para o Corredor Mediterrâneo. Se são as duas bitolas que se desviam, em via única esta configuração não apresenta complicações excessivas, pois não precisa de ser combinada com nenhuma outra via; mas em via dupla é necessário e obrigatório que o terceiro carril (trilho) esteja do mesmo lado em ambos os sítios.
Quando é necessária a mudança da localização do terceiro carril (trilho), seja por desvios ou pela proximidade das plataformas, são utilizados dispositivos designados trocadores de carril (trilho), que necessitam de oito motores e que os comboios (trens) reduzam a velocidade ao passar por eles.

#### Instalação de via tripla em travessas (dormentes) polivalentes
Até ao momento, a instalação do terceiro carril (trilho) exigia a troca das travessas (dormentes) existentes por outros especiais (AM-05, por exemplo), mas recentemente foram desenvolvidos sistemas que permitem a instalação do terceiro carril (trilho), evitando cortes prolongados no serviço de uma linha ferroviária para obras de troca de travessas (dormentes).
Um exemplo destes é o Sistema de Integração de uma Nova Bitola de Via em vias-férreas em serviço (em espanhol: Sistema de Integración de un Nuevo Ancho de Vía, SINAV) que é um sistema desenvolvido por Espanha para permitir a instalação do terceiro carril (trilho) sem cortes prolongados no serviço de uma linha ferroviária. Consiste num elemento pré-fabricado de betão armado ou pré-esforçado entre as cabeceiras das duas travessas (dormentes) consecutivas correspondentes à via existente e em serviço de bitola única, de modo que o referido elemento de betão terá as dimensões adequadas para permitir a sua inserção entre as cabeceiras das travessas (dormentes).
Outro exemplo destes é a Placa de assentamento SD, desenvolvida em Espanha: consiste numa placa, com geometria adequada para a fixação na face superior da travessa (dormente), que forma uma área de apoio para um dos carris (trilhos) e a esta fixa uma segunda área de apoio para um terceiro carril (trilho) adjacente, e à qual os dois carris (trilhos) são fixados com clipes SD4. Este sistema, recentemente desenvolvido, permite a instalação de um terceiro carril (trilho) em qualquer linha ferroviária com travessas (dormentes) de betão monobloco polivalentes, que possuem encravamentos de carris (trilhos) para bitola ibérica e bitola padrão, e que admitam um terceiro carril (trilho), reduzindo os custos da instalação, bem como a sua complexidade. As placas que permitem o terceiro carril (trilho) são fixadas à travessa (dormente) por meio de fixadores de bitola padrão.

## Contexto
A bitola ferroviária é a especificação mais fundamental de uma ferrovia. Os carris (trilhos) e os rodados são construídos dentro das tolerâncias de engenharia que permitem o movimento lateral ideal dos rodados entre os carris (trilhos). Pares de carris (trilhos) que se tornam muito largos ou estreitos na bitola causarão descarrilamentos, especialmente se excederem o alargamento normal da bitola nas curvas.
Dado o requisito de que a bitola esteja dentro de limites muito rígidos, quando a distância projetada entre o par de rodas de um rodado difere, mesmo que ligeiramente, da distância entre aqueloutro par de rodas numa ferrovia, os carris (trilhos) devem ser construídos com duas bitolas específicas. Isto é conseguido de várias maneiras: mais habitualmente pela adição de um terceiro carril (trilho), mais raramente pela adição de outro par de carris (trilhos); e mais raro ainda, quando estão presentes três bitolas, por quatro carris (trilhos).

## Configurações

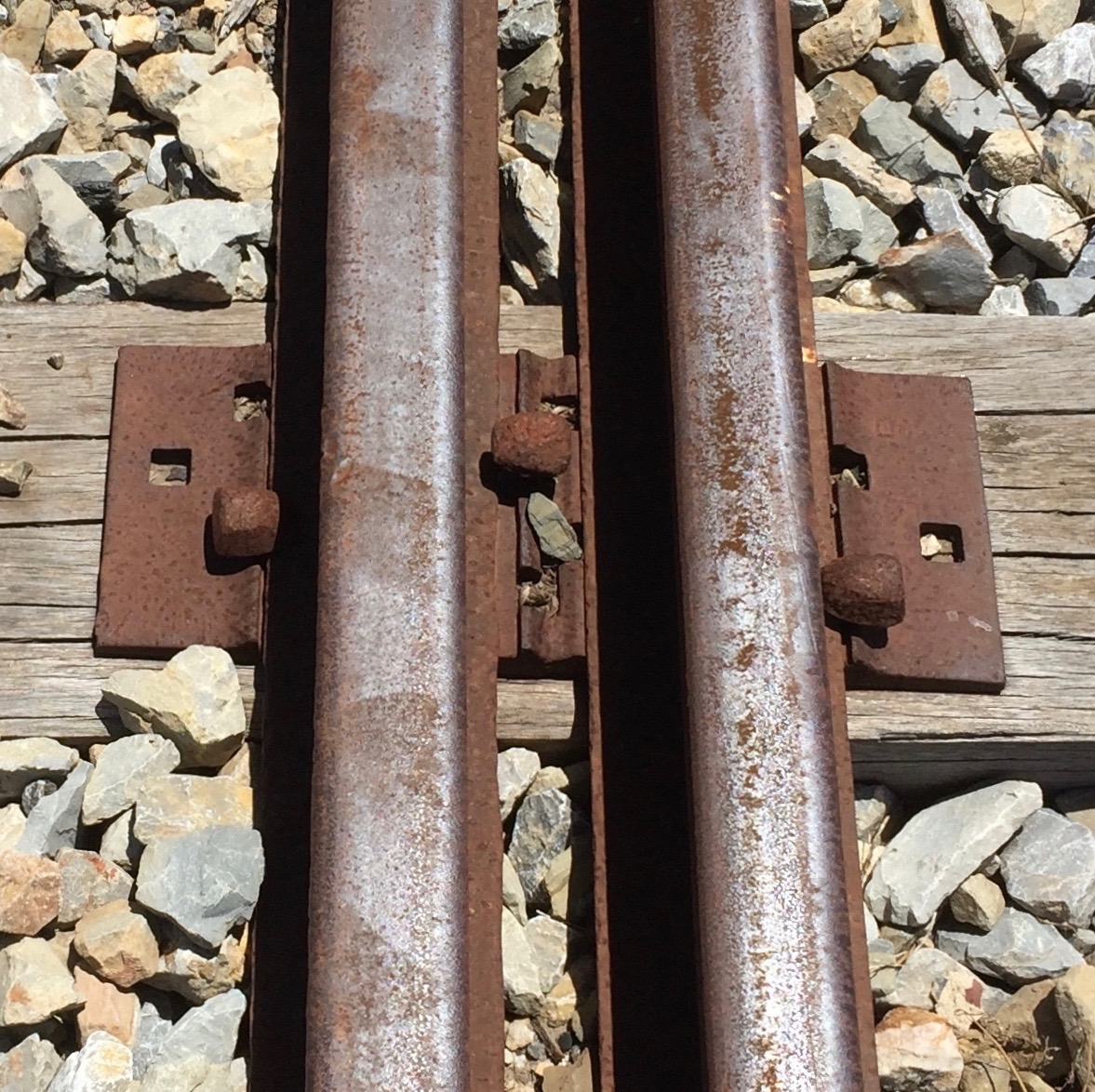
Fixação de carril (trilho) na via de bitola dupla mostrando a diferença mínima praticável entre as bases de dois carris (trilhos) – cerca de 40 mm – que determina a diferença mínima nas bitolas possíveis numa configuração de três carris (trilhos).

Os carris (trilhos) de uma via de bitola mista podem consistir em três carris (trilhos), partilhando um carril (trilho) comum; ou quatro carris (trilhos), com os carris (trilhos) da bitola mais estreita situados entre os da bitola mais larga. Na configuração de três carris (trilhos), o desgaste do carril (trilho) comum é maior do que nos outros dois carris (trilhos) externos. Nas vias de bitola mista, os desvios (trocas ferroviárias) são mais complexos do que nas vias de bitola única, e os comboios (trens) devem ser sinalizados com segurança em ambas as bitolas. Os circuitos de via (track circuit) e o intertravamento mecânico também devem operar em ambas as bitolas.
A via de bitola mista é muitas vezes associada com as estações de ruptura de bitola, onde os veículos ferroviários ou o conteúdo dos veículos são transferidos de uma bitola para outra. Uma ruptura na bitola causa atrasos e aumenta o congestionamento, especialmente nas linhas de via única. Na prática, são necessários dois comboios (trens) para fazer o que um único comboio (trem) normalmente realizaria. Quando o tráfego passa principalmente num sentido, os vagões cheios levados para a fronteira têm de ser devolvidos como vazios, e um comboio (trem) de vagões vazios tem de ser trazido do outro lado até à ruptura de bitola para ir buscar a carga. O congestionamento também é causado pela descarga e pela recarga. O problema é agravado quando há uma disparidade entre a capacidade das locomotivas e dos veículos nas duas bitolas: normalmente, uma carga de trem de bitola larga precisa de três comboios (trens) de bitola estreita para ser transportada.

### Três carris (trilhos)

Configuração da via de bitola dupla (1600 mm e 1435 mm).

A construção de carris (trilhos) de bitola mista com três carris (trilhos) é possível quando os dois carris (trilhos) adjacentes podem ser separados na base por, pelo menos, o espaço exigido pelas ferragens da fixação dos carris (trilhos), como os clipes de fixação – normalmente 40 milímetros. Se as duas bitolas estiverem mais próximas do que isto, devem ser utilizados quatro carris (trilhos). Dependendo dos fixadores usados e do peso dos carris (trilhos) (trilhos pesados são maiores), a diferença praticável entre as duas bitolas está na faixa dos 145 milímetros a 200 milímetros.
| Galeria: Bitola dupla, 3 carris (trilhos) | Galeria: Bitola dupla, 3 carris (trilhos) |
| ----------------------------------------- | ----------------------------------------- |
|                                           |                                           |
| 1600 / 1000 mm                            | 1600 / 1435 mm                            |
|                                           |                                           |
| 1435 / 891 mm                             | 1435 / 1067 mm                            |

### Quatro carris (trilhos)

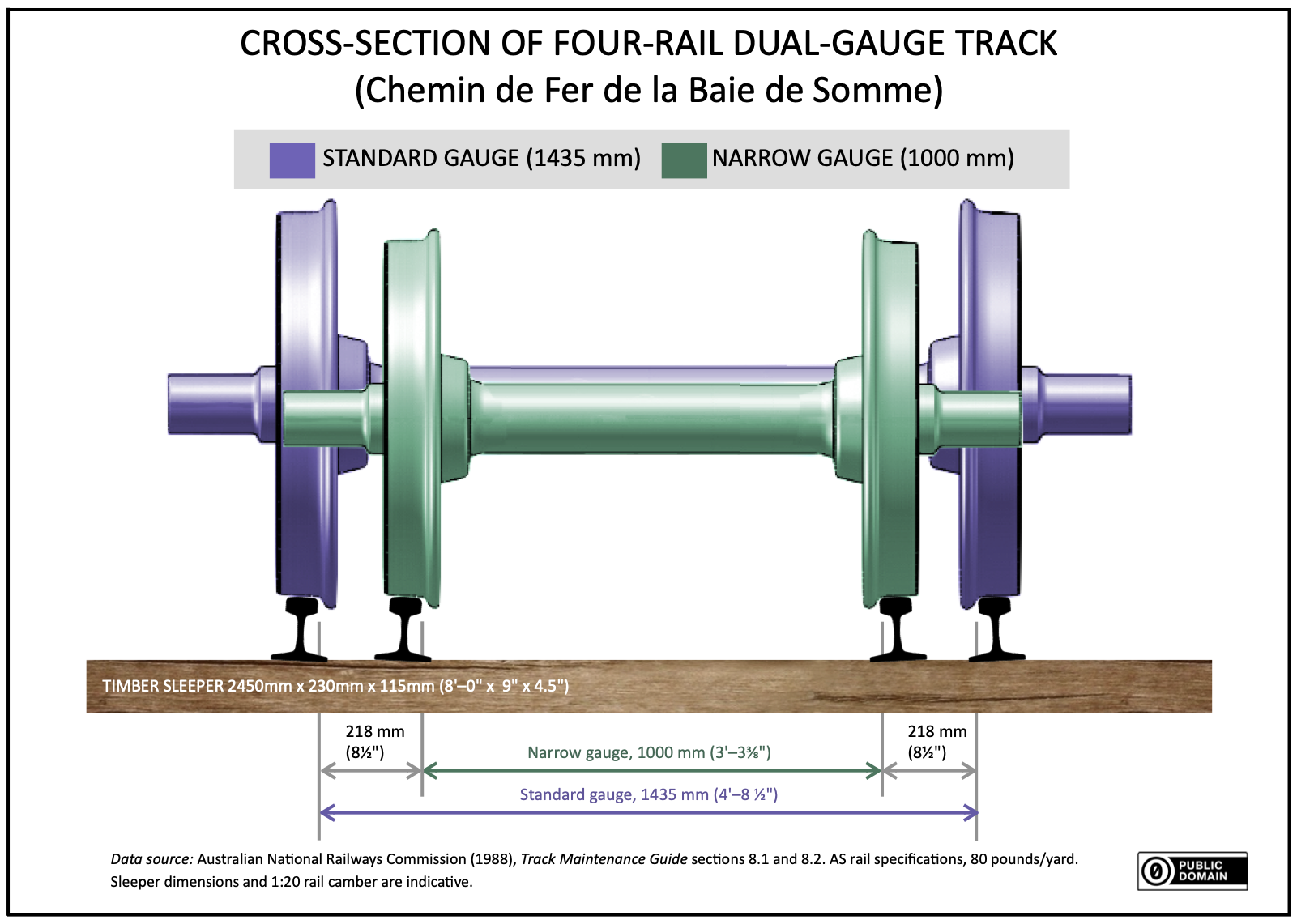
Esquema de quatro carris (trilhos) de bitola padrão e bitola métrica no Chemin de Fer de la Baie de Somme (Caminho-de-Ferro da Baía de Somme). Uma diferença de 435 mm na bitola também pode ser acomodada numa configuração de três carris (trilhos).

Em alguns casos locais, as dimensões das duas bitolas que precisam de ser instalados são muito próximas para permitir uma configuração com três carris (trilhos) – por exemplo:
- 1000 mm e 1067 mm (comum em África, um legado, respetivamente, da prática ferroviária francesa/belga e britânica)
- 1000 mm e 914 mm (comum na América do Sul)
- 1435 mm e 1524 mm (comum onde as ferrovias de bitola larga dos antigos estados-satélites da União Soviética se ligam à bitola padrão europeia e chinesa).

Nestes casos, são necessários quatro carris (trilhos) para fornecer a bitola dupla.
Quatro carris (trilhos) também podem ser instalados devido a outros fatores de engenharia ou operacionais, embora três carris (trilhos) sejam suficientes: um exemplo disto encontra-se no Chemin de Fer de la Baie de Somme (Caminho-de-Ferro da Baía de Somme), que combina bitola padrão e métrica – 435 milímetros de diferença, dentro dos parâmetros para três carris (trilhos).
Os quatro carris (trilhos) são necessários quando o eixo central dos veículos ferroviários em ambos os carris (trilhos) tem de estar estreitamente alinhado com o eixo central da via em túneis ou outros locais restritos. Tais configurações, quando voltam às linhas paralelas padrão assim que há espaço disponível, são denominadas de via estuchada (ou via interlaçada ou via de guante) (gauntleted track, em inglês).
Os quatro carris (trilhos) devem ser colocados de forma idêntica de cada lado do eixo central dos giradores ferroviários (mesas giratórias) de bitola dupla, e seis carris (trilhos) no caso dos giradores ferroviários de bitola tripla, para que correspondam à configuração dos carris (trilhos) fixos que levam de e para o girador ferroviário, independentemente da direção em que o girador ferroviário está voltado.
| Galeria: Bitola dupla, 4 carris (trilhos) | Galeria: Bitola dupla, 4 carris (trilhos) |
| --- | --- |
| | |
| 1435 / 1000 mm Em primeiro plano, a bitola estreita diverge através de uma configuração de carril (trilho) fixo. | 1520 / 1435 mm As bitolas desta via são as seguintes (numerando os carris ou trilhos da esquerda para a direita). 1520 mm de bitola: carris (trilhos) 1 e 3; 1435 mm de bitola: carris (trilhos) 2 e 4. |
| | |
| 1524 / 1435 mm Uma linha compreendendo a bitola padrão europeia e a bitola "russa", um legado dos antigos estados-satélites da União Soviética. A diferença de 89 mm entre as duas bitolas é muito pequena para permitir uma configuração de três carris (trilhos). | |

### Bitola tripla

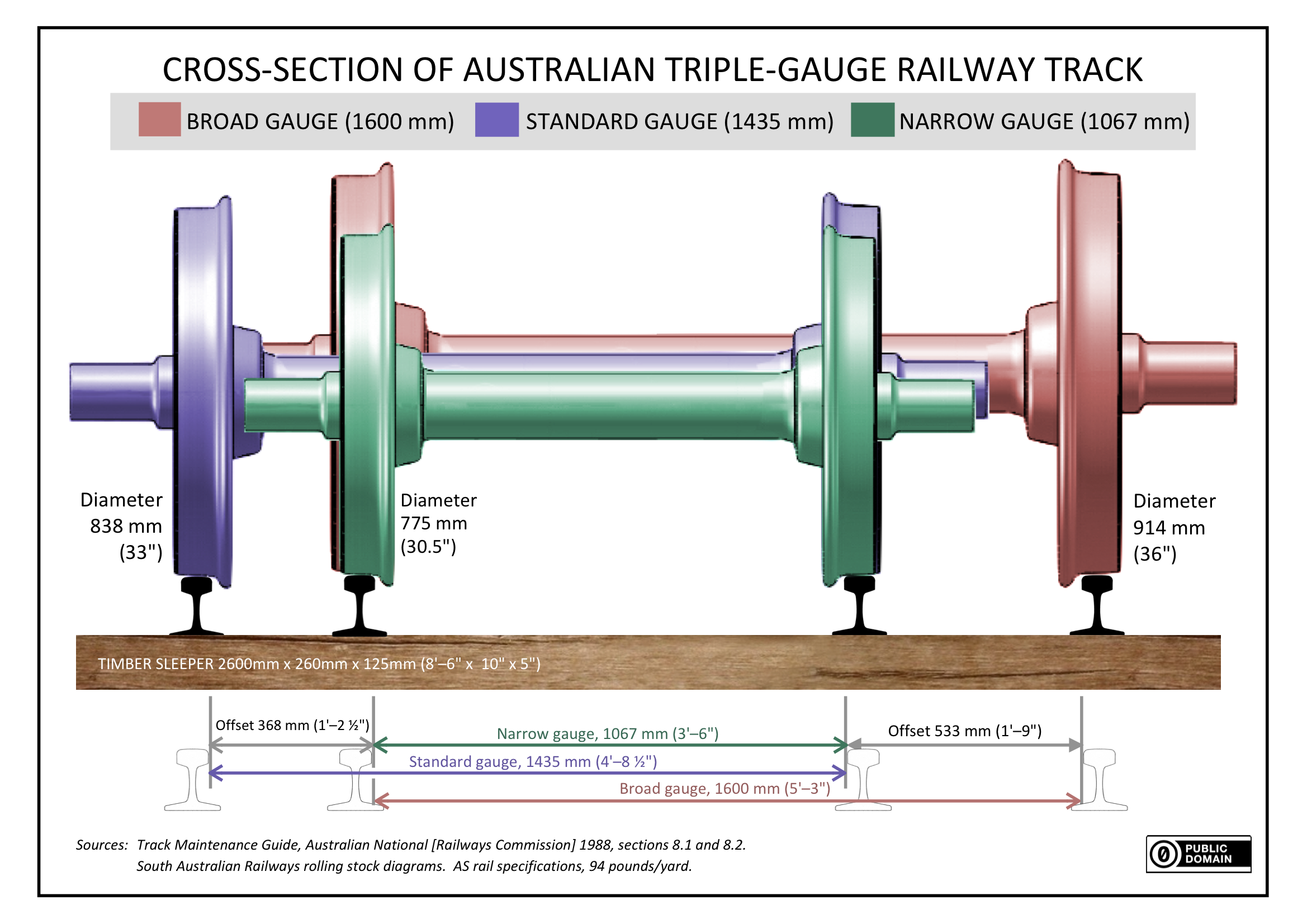
Secção transversal da via de bitola tripla em Gladstone e Peterborough, na Austrália, antes da padronização da bitola. As três bitolas exigem sempre que as respetivas diferenças entre os carris (trilhos) externos e internos sejam diferentes.

Em situações raras, três bitolas diferentes podem convergir para um pátio ferroviário e uma via de bitola tripla é necessária para atender às necessidades operacionais da estação de ruptura de bitola — mais habitual onde há espaço insuficiente para fazer o contrário. A construção e operação da via de bitola tripla e a sua sinalização, no entanto, envolvem um imenso custo e a interrupção de serviços ferroviários e é realizada apenas quando nenhuma outra alternativa está disponível.
| Galeria: Bitola tripla, 4 carris (trilhos) | Galeria: Bitola tripla, 4 carris (trilhos) |
| --- | --- |
| | |
| 1600 / 1435 / 1067 mm. Agulha (aparelho de mudança de via), com bitola tripla de 4 carris (trilhos) em ambos os sentidos, a partir da extremidade dos pontos. | 1600 / 1435 / 1067 mm. Agulha (aparelho de mudança de via), com bitola tripla de 4 carris (trilhos) em ambos os sentidos, a partir do final do cruzamento. |
| | |
| 1600 / 1435 / 1067 mm. A via de bitola dupla de três carris (trilhos) une-se com uma via de bitola tripla de quatro carris (trilhos). | 1600 / 1435 / 1067 mm. Vagão de bitola padrão em via de bitola tripla de 4 carris (trilhos). A via de bitola estreita consiste em dois carris (trilhos) centrais; a bitola larga fica na extremidade esquerda e na segunda à direita. |
| | |
| 1600/1435/1067 mm. Um girador ferroviário (mesa giratória) de bitola tripla de seis carris (trilhos). Deve apresentar sempre o mesmo posicionamento dos carris (trilhos) em ambas as extremidades, portanto todos os quatro carris (trilhos) devem ser simétricos ao eixo central. Isto só é possível reduzindo o perfil do carril (trilho) do meio em ambos os lados. | 1600 / 1435 / 1067 mm. Quando o corredor ferroviário Sydney-Perth foi convertido para a bitola padrão no final da década de 1960, os carris (trilhos) de bitola dupla no pátio ferroviário de Gladstone tiveram que ser substituídos por novos carris (trilhos) de bitola tripla. O resultado foi um pátio de triagem excessivamente complexo. |

| Ocorrências de bitola tripla | Ocorrências de bitola tripla | Ocorrências de bitola tripla | Ocorrências de bitola tripla | Ocorrências de bitola tripla |
| Lugar                        | Bitola mais estreita         | Bitola média                 | Bitola mais larga            | Observações |
| ---------------------------- | ---------------------------- | ---------------------------- | ---------------------------- | --- |
| Vólos, Grécia                | 600 mm                       | 1000 mm                      | 1435 mm                      | Bitola de 600 mm encerrada na década de 1970, e bitola de 1000 mm encerrada em 1998 |
| Jenbach, Áustria             | 760 mm                       | 1000 mm                      | 1435 mm                      | Ainda em utilização |
| Montreux, Suíça              | 800 mm                       | 1000 mm                      | 1435 mm                      | Ainda em utilização |
| Capolago, Suíça              | 800 mm                       | 1000 mm                      | 1435 mm                      | Linha de bitola métrica encerrada em 1950 |
| Växjö, Suécia                |                              | 1067 mm                      | 1435 mm                      | Até 1974 |
| Vynohradiv, Ucrânia          | 891 mm                       | 1435 mm                      | 1520 mm                      | A bitola padrão e de bitola larga é a via ferroviária no troço entre Halmeu, na Roménia e Čierna nad Tisou, na Eslováquia, perto da Ucrânia. A via de bitola estreita pertence à ferrovia de bitola estreita de Borzhava. Tudo em utilização. |
| Latour-de-Carol, França      | 750 mm                       | 1435 mm                      | 1668 mm                      | Ainda em utilização |
| Hendaia, França              | 1000 mm                      | 1435 mm                      | 1668 mm                      | Ainda em utilização |
| Gladstone, Austrália         | 1067 mm                      | 1435 mm                      | 1600 mm                      | 1968–1983 (alguns foram reconstruídos no National Railway Museum, Port Adelaide) |
| Peterborough, Austrália      | 1067 mm                      | 1435 mm                      | 1600 mm                      | 1968–1983 (alguns foram preservados no centro ferroviário do Steamtown Heritage em Peterborough) |
| Toronto, Canadá              | 1067 mm                      | 1435 mm                      | 1676 mm                      | Convertido em bitola de 1435 mm |

| Galeria: Dispositivos multi-bitola | Galeria: Dispositivos multi-bitola |
| --- | --- |
| | |
| 1600 / 1067 mm. Um centralizador de bitola dupla que direciona os vagões da bitola estreita para o centro da bitola larga para que possam ser desviados sem prender as plataformas.      | 1600 / 1435 mm. Um dispositivo simples de troca do carril (trilho) comum de bitola dupla. Ele direciona o material circulante da bitola padrão do carril (trilho) comum em primeiro plano à esquerda para o carril (trilho) da direita, preparando-se para o desvio à distância.      |
| | |
| 1600 / 1435 / 1067 mm. Dispositivo de troca de carril (trilho) comum de bitola tripla: de um carril (trilho) comum (primeiro plano à direita) para a bitola estreita no meio (ao longe). | 1600 / 1435 / 1067 mm. Uma via de bitola tripla de quatro carris (trilhos) que se une a uma via de bitola dupla de três carris (trilhos). O dispositivo de troca em primeiro plano direciona o material circulante de bitola padrão para uma configuração de quatro carris (trilhos). |

### Mais do que três bitolas
Três bitolas são o máximo encontrado nas linhas ferroviárias operacionais e nos estaleiros ferroviários, mas alguns fabricantes de material circulante colocam mais de três bitolas nos seus trabalhos, dependendo das bitolas específicas dos seus clientes.

## Utilização
O sistema é utilizado em vários países que possuem redes de bitola estreita e de bitola larga, ou que possuem bitola diferente da dos seus países vizinhos. No primeiro conjunto estão países como Japão, Austrália, Brasil ou Alemanha, enquanto que o segundo conjunto inclui países como a Chéquia ou a Espanha ou Portugal.

### Brasil
No Brasil, há vias de bitola mista:

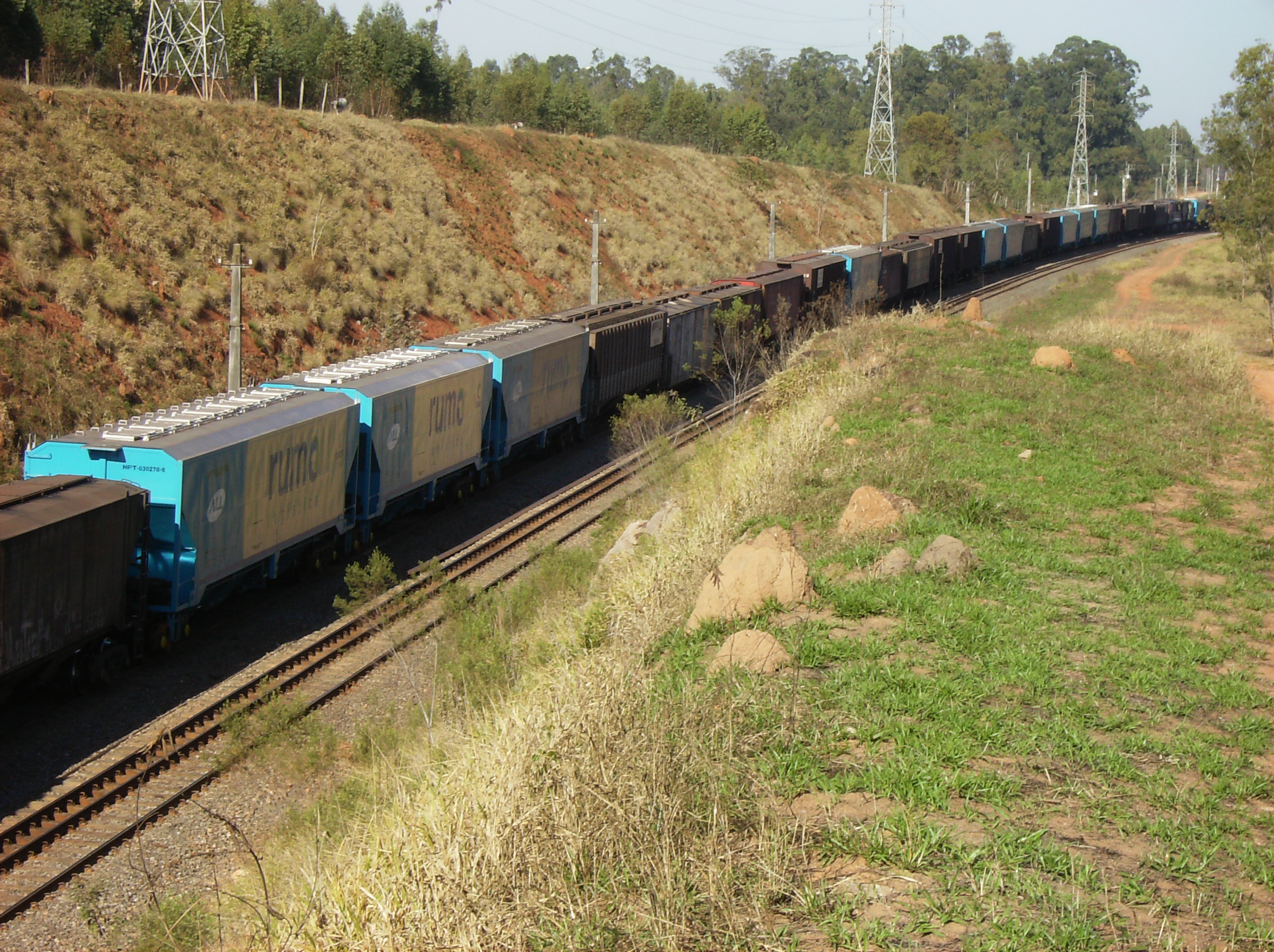
Trecho do Corredor de Exportação Araguari-Santos duplicado e com bitola mista, em Salto, no estado de São Paulo, Brasil.

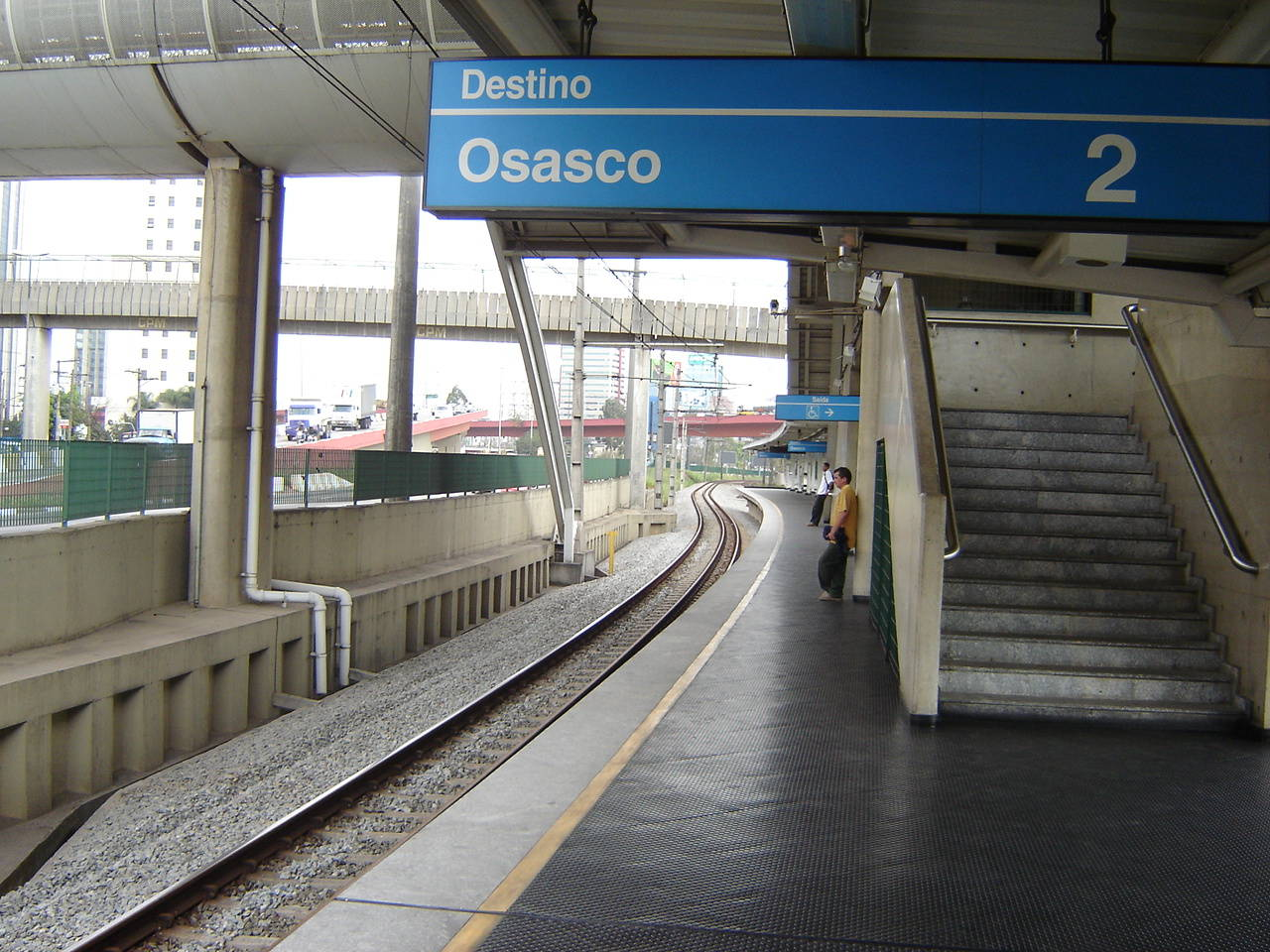
Bitola mista na Linha 9 (Esmeralda) do Trem Metropolitano de São Paulo, no estado de São Paulo, Brasil.

- O Corredor de Exportação Araguari-Santos que tem bitola mista com três trilhos (carris) por cerca de 269 km, entre Campinas e o Porto de Santos, no estado de São Paulo, com as bitolas de 1.600 mm e de 1.000 mm.
- A Linha 8 (Diamante) e a Linha 9 (Esmeralda) do Trem Metropolitano de São Paulo que têm a bitola mista na tipologia de via tripla, com um terceiro trilho (carril) para a bitola estreita de 1.000 mm, entre os trilhos (carris) da bitola larga de 1.600 mm.

### Bangladesh
A ferrovia no Bangladesh usa três carris (trilhos) para evitar quebras de bitola entre as suas linhas de bitola larga e de bitola métrica. A Ponte Jamuna e a Ponte Padma, que ligam, respetivamente, os sistemas ferroviários leste-oeste e norte-sul, têm bitola dupla com quatro carris (trilhos). Dos 2.875 quilómetros do sistema ferroviário de Bangladesh, cerca de 1.600 quilómetros têm bitola dupla com quatro carris (trilhos).

### Bélgica
Os carris (trilhos) do tranvia (bonde ou elétrico) em Bruxelas, na Bélgica, já combinaram vias de bitola métrica de 1.000 mm para tranvias (bondes ou elétricos) interurbanos e vias de bitola padrão de 1.435 mm para tranvias (bondes ou elétricos) urbanos, numa configuração de três carris (trilhos). Em 1991, os tranvias (bondes ou elétricos) interurbanos saíram de serviço e a rede passou a utilizar apenas os carris (trilhos) de bitola padrão.

### Camarões
O novo porto de Kribi, nos Camarões, poderá servir o tráfego comercial de bauxita com a bitola de 1.000 mm, bem como o tráfego de minério de ferro com a bitola de 1.435 mm.

### Chéquia
Na Chéquia, há 2 km de bitola dupla de 1.435 mm e de 760 mm, perto de Jindřichův Hradec. Em 1985, os seus quatro carris (trilhos) originais foram convertidos em três carris (trilhos). Em 2004, em Jindřichův Hradec, num cruzamento onde uma ferrovia de bitola dupla se bifurca, um comboio (trem) expresso Junák procedente de Plzeň e com destino a Brno descarrilou devido a um erro da sinalização. O comboio (trem) de bitola padrão deslocou-se para a via de bitola estreita.

### Espanha
Em Espanha, há 21,7 km de via de bitola dupla na linha de alta velocidade (LAV) de Saragoça a Huesca, utilizável para comboios (trens) de alta velocidade de bitola padrão de 1.435 mm e para os comboios (trens) da rede convencional de bitola ibérica de 1.668 mm. Alguns ramais de bitola dupla estão em Portbou, na fronteira francesa. Em 2009, a ADIF abriu um concurso para a instalação de um terceiro carril para os comboios (trens) de bitola ibérica poderem circular nos 22 km da LAV entre Castellbisbal e o terminal de mercadorias Can Tunis, em Barcelona.

#### História
Espanha utiliza uma bitola de 1.668 mm, ou seja, duas varas castelhanas ou seis pés castelhanos, enquanto que o resto da Europa utiliza 1.435 mm. Para permitir a ligação com o resto da rede europeia, na década de 1980 foi decidido que as novas Linhas de Alta Velocidade (LAV) utilizariam a bitola padrão internacional da UIC (União Internacional de Caminhos-de-Ferro) como na maior parte da Europa. Desde o início, os trocadores de bitola (cambiador de ancho) foram usados para conectar as redes convencionais e de alta velocidade. Progressivamente, em alguns troços (trechos), começou a ser instalado o terceiro carril (trilho) para permitir a circulação de comboios (trens) de alta velocidade e convencionais, na mesma linha, sem alteração da bitola.
O primeiro percurso experimental com via de bitola mista com terceiro carril (trilho) foi o troço entre Olmedo e Medina del Campo, construído em 2002 para ser utilizado em diversos testes deste tipo de tecnologia. O primeiro troço com um terceiro carril (trilho) em serviço comercial foi o troço Tardienta-Huesca, para permitir a chegada dos comboios (trens) AVE à cidade aragonesa.
A recusa dos operadores ferroviários europeus em desenvolverem comboios (trens) de mercadorias com a mudança automática de bitola, que possam circular em bitola ibérica e internacional, levou a que a configuração de via tripla fosse considerada como a alternativa à migração de bitola da rede convencional da ADIF para que os comboios (trens) de mercadorias do resto da Europa pudessem entrar na rede convencional espanhola. Neste contexto, foram executados vários troços com terceiro carril (trilho) para permitir que os comboios (trens) de mercadorias que acedem através da Linha de Alta Velocidade Perpinhão-Figueres continuem para sul ao longo da via convencional. Atualmente, a bitola mista permite o acesso de comboios (trens) de carga da Europa ao porto de Barcelona.

#### Troços de via de bitola mista usando o terceiro carril (trilho)
Além da linha entre Olmedo e Medina del Campo, de carácter experimental mas que acabou por fazer parte da Linha de Alta Velocidade Olmedo-Galiza, a primeira linha de bitola mista foi a de Tardienta a Huesca que, com uma extensão de 21,7 km, serve para estender os comboios (trens) AVE à cidade de Huesca desde 23 de dezembro de 2003.
A segunda linha, com 15,5 km, resulta da utilização da linha experimental entre Olmedo e Pozal de Gallinas para ligar a Linha de Alta Velocidade Madrid-Segóvia-Valladolid de Olmedo ao nó de Medina del Campo desde 10 de abril de 2008. A partir de 17 de dezembro de 2015, dia da entrada em funcionamento da Linha de Alta Velocidade Olmedo-Zamora, este troço permanece apenas para ligar o parque de materiais e oficinas (PMO) à estação de Medina del Campo.
A terceira, com uma extensão de 90,5 km e destinada ao tráfego de mercadorias, é constituída pelos troços da rede convencional entre o porto de Barcelona (estação Morrot), e o túnel El Pertús (concessão da Línea Figueras Perpignan S.A.). Assim, foi adaptada uma via entre Morrot e Casa Antúnez para a bitola mista, foi construído um novo ramal até Nudo de Castellbisbal e as duas vias foram adaptadas até Nudo de Mollet. Depois de continuar pela linha de alta velocidade até à bifurcação em direção a Gerona Mercancías, continuamos por uma linha adaptada à bitola mista até Vilamalla e um novo ramal de bitola mista até à estação Figueras-Vilafant, onde se liga novamente à linha de alta velocidade. Os comboios (trens) diretos para França circulam na linha de alta velocidade fronteiriça entre Madrid e França, desde Nudo de Mollet até ao troço gerido pela Línea Figueras Perpignan S.A., pelo que percorrem apenas 45,1 km em linhas de bitola mista. Para além disso, em 2010, foi adaptado provisoriamente à bitola mista 1,5 km do túnel de Montmeló, apesar de entretanto já ter sido migrado para a bitola padrão a 12 de abril de 2012.
O quarto troço corresponde ao troço de via dupla de 5,3 km entre a estação de Hortaleza e a estação do terminal T4 do Aeroporto de Barajas da linha de Chamartín até ao terminal aeroportuário, em serviço desde 23 de setembro de 2011. Ao contrário dos outros troços, que têm 25 kV ou 3 kV catenária, este é alimentada por uma catenária bivalente, também conhecida coloquialmente como catenária comutável, e que, como o próprio nome indica, permite comutar entre 3 kV em CC e 25 kV em CA, conforme necessário em qualquer momento, de forma relativamente simples.
O quinto troço, também com catenária bivalente, é utilizado para o acesso ao parque de materiais e oficinas (PMO) localizado no Novo Complexo Ferroviário de Valladolid da Linha de Alta Velocidade Valladolid-Palência-Leão desde 20 de fevereiro de 2016. Para isso, tem de se utilizar um amplo troço de bitola mista desde a linha convencional Madrid-Hendaia até à Bifurcación Canal del Duero e, a partir daí, um novo troço, também de bitola mista, até Fuente Amarga, onde estão localizadas as novas oficinas. Desta forma, tanto os comboios (trens) de bitola padrão como os de bitola ibérica podem aceder a partir de Valladolid.

#### Futuras troços de bitola mista em Espanha
As ligações com as novas Linhas de Alta Velocidade em construção incorporam vários troços de bitola mista através de terceiros carris (trilhos).
Linha de Alta Velocidade Antequera-Granada: 27,0 km entre os quilómetros 59.560 e 86.520 da atual linha convencional Bobadilla-Granada e 1,1 km na entrada de Granada.
Linha de Alta Velocidade Leão-Astúrias: A inauguração, prevista para 29 de novembro de 2023, da Variante de Pajares de bitola mista ligará Madrid e Leão às Astúrias em menos de 3 horas com o serviço Renfe AVE e Renfe Alvia.
El Reguerón-Murcia Cargas na Linha de Alta Velocidade Madrid-Levante: 15,6 km para a circulação em bitola ibérica na LAV a partir de Cartagena. Para que os comboios (trens) AVE de dupla tensão possam circular entre Valência e Castellón, 61,7 km da via convencional estão a sendo alterados para a bitola mista.
Corredor Mediterrâneo: a Linha Bobadilla-Algeciras é outra das que serão adaptadas à bitola mista, que, juntamente com a sua eletrificação e a adaptação dos ramais para comboios (trens) de 750 metros, faz parte do projeto de modernização desta linha, que é pedida há muitos anos tanto pela região do Campo de Gibraltar quanto pela Comissão Europeia.
329,0 km para garantir a continuidade dos comboios (trens) de bitola padrão na linha convencional existente. Por um lado, os comboios (trens) AVE com bivoltagem da Série 100 da Renfe aptos para 3 kV CC e 25 kV CA poderão circular desde Valência-Joaquín Sorolla até Castellón na linha atual graças à instalação de um terceiro carril (trilho) de bitola mista numa das vias existentes (a do lado da montanha até Sagunto e a do lado do mar daí até Castellón). Por outro lado, os comboios (trens) de mercadorias de bitola normal que agora circulam da fronteira francesa para Castellbisbal irão poder prosseguir, numa primeira fase, até ao novo entroncamento de Vila-seca através de Tarragona. Posteriormente fá-lo-ão daí até Vandellós ao longo de uma nova linha de bitola ibérica onde será instalado uma terceiro carril (trilho) para bitola mista numa das novas vias (a do lado do mar). De Vandellós a Castellón circularão por uma das vias existentes (a do lado do mar) onde também será instalada um terceiro carril (trilho) para bitola mista.

### Japão
No Japão, o padrão nacional é a bitola estreita de 1.067 mm. A bitola dupla é usada onde as linhas do comboio (trem) de alta velocidade Shinkansen de 1.435 mm se ligam com a rede convencional. Por exemplo, parte da Linha Principal Ōu tornou-se parte do Akita Shinkansen e foi convertida para a bitola dupla num troço limitado. O troço de bitola dupla mais longo (82,1 km) no Japão fica perto e dentro do Túnel Seikan. Os troços da Linha Hakone Tozan estão entre uma série de outras linhas que também têm bitola dupla.

### Portugal
Em Portugal, exemplos de vias algaliadas ou de bitola mista são:
- Na ligação da Linha do Douro com a Linha do Corgo, entre a estação da Régua e a Bifurcação do Corgo, numa extensão de 1.100 m. Atualmente a Linha do Corgo está encerrada à exploração. Esta via de bitola mista era da tipologia de via estuchada ou interlaçada, composta por 4 carris (trilhos), dois da bitola métrica de 1.000 mm no interior e dois da bitola ibérica de 1.668 mm no exterior dos anteriores.
- Na ligação da Linha do Minho com a Linha de Guimarães, no trecho entre entre a antiga estação Ferroviária da Trofa e a estação do Lousado, numa extensão de 2.500 m. Esta via de bitola mista era da tipologia de via estuchada ou interlaçada, composta por 4 carris (trilhos), dois da bitola métrica de 1.000 mm no interior e dois da bitola ibérica de 1.668 mm no exterior dos anteriores. A atualmente designada como Linha de Guimarães, corresponde ao trecho entre Lousado e Guimarães de bitola ibérica de 1.668 mm.
- Na ligação da Linha do Minho com a Linha de Guimarães, no trecho entre a estação do Lousado e a estação de Famalicão. Esta via de bitola mista era da tipologia de via estuchada ou interlaçada, composta por 4 carris (trilhos), dois da bitola métrica de 1.000 mm no interior e dois da bitola ibérica de 1.668 mm no exterior dos anteriores. O trecho de via algaliada (ou de bitola mista) está atualmente desativado, e apenas circulam os comboios (trens) da Linha do Minho da bitola ibérica de 1.668 mm.
- No Museu Ferroviário de Santarém, existe um trecho de cerca de 70 m de via de bitola mista, com três carris (trilhos) paralelos onde se encontra estacionado em exposição material circulante das bitolas de 1.600 mm, 1.000 mm e de 600 mm.
- Na Linha de Cintura, junto à estação de Sete Rios, existiu um troço de via de bitola mista preparado tanto para a rede convencional de bitola ibérica de 1.668 mm quanto para a rede do Metropolitano de Lisboa de bitola padrão de 1.435 mm. Com o encerramento, em 2001, do Parque de Materiais de Oficinas de Sete Rios (PMO I) do Metropolitano de Lisboa (onde se encontra a atual Estação Rodoviária de Sete Rios) este troço de via de bitola mista foi desativado, tendo a linha sido vedada e o aparelho de mudança de via (AMV) sido removido.

### Rússia
Entre 2008 e 2012, uma via transfronteiriça de bitola dupla de 2 km foi reconstruída entre Khasan, na Rússia, e Rason, na Coreia do Norte; as suas bitolas são a russa de 1.520 mm e a coreano de 1.435 mm. Configurações semelhantes existem na abordagem ao enclave de Kaliningrado, onde a via de 1.435 mm se estende desde a fronteira polaca com algumas secções de bitola dupla.

### Suécia
As pontes sobre o rio Torne nas fronteiras da Suécia e da Finlândia, entre Haparanda e Tornio, têm 2 km de bitola dupla, com a bitola padrão de 1.435 mm e a bitola finlandesa de 1.524 mm. Em cada extremidade do troço de bitola dupla há pátios com áreas de bitola padrão e finlandesa para permitir o transbordo. São usados quatro carris (trilhos) porque as bitolas estão próximas e a estrutura da ponte é mais larga que o normal para permitir o deslocamento da linha central de cada bitola. Um trocador de bitola Rafil encontra-se no pátio ferroviário de Tornio. Entre Västervik e Jenny, na Suécia, há uma linha de bitola dupla de 891 mm e 1435 mm e carris (trilhos) de bitola dupla no pátio da estação de Västervik.

## Leituras adicionais
- Fairlie, Robert F. (1872). Railways or no railways: narrow gauge v broad gauge. Royal Exchange, Londres, Reino Unido: Effingham Wilson.[74]
- Tratman, E.E. Russell (1908). Railway track and track work (3.ª edição). Nova Iorque, EUA: The Engineering News Publishing Co.[75]